# Вікканська мораль
Вікканська мораль — це мораль, що проповідується релігійним неоязичницьким культом під назвою вікка і заснована на так званій Вікканській Настанові —  Законі триразового повернення та кодексі Ардаїнес.

## Загальні відомості
Багато вікканів прагнуть знайти вісім чеснот, згаданих у «Заповіті Богині» Дорін Вальєнте . Це радість, повага, пошана, людяність, сила, краса, міць і співчуття. У вірші Вальєнте моральні якості розподілені попарно: вони доповнюють одне одне як протилежності, що відображає дуалізм, властивий вікканської філософії.
Концепція вікканської моралі виражена у заключних словах тексту Вікканської Настанови: «Якщо це нікому не шкодить, роби те, що хочеш». Вікканська Настанова відрізняється від відомих моральних кодексів (християнства або ісламу з їх розумінням гріха) тим, що не містить прямих заборон і, переважно, заохочує свободу волі. Настанова не завдавати шкоди нікому, також розуміється як незаподіяння шкоди і самому собі. Важливо, що Вікканська Настанова не є законом, якому віккани мають слідувати, а є правилом, якого рекомендується дотримуватися. При цьому порушення цього правила не є чимось недозволеним, але сприймається як необачність та недалекоглядність. Віккани вважають, що людям, які називають себе «мудрими», не слід робити дурниці.

## Магія
Об'єднує віккан не віра в магію або в благодатну природу, а переконання в тому, що не можна впливати на іншу людину, якщо вона не висловить своєї згоди, оскільки такий вплив «завдає шкоди» і порушує Настанову. Зокрема, це стосується любовних приворотів.
Вікканська Настанова говорить, що відьми в цілому не мають наміру завдавати шкоди. Перша сучасна згадка про цей моральний принцип зустрічається у есе Джеральда Гарднера «Значення чаклунства» (1956), де автор порівнює моральний кодекс відьом з етикою легендарного короля Посоля з роману французького письменника П'єра Луї «Пригоди короля Посоля» (1901). Девізом Посоля було: «Не завдаючи шкоди ближньому, дотримуйся цих норм, як бажаєш». Англійська поетеса Дорін Вальєнте написала однин з текстів Вікканської Настанови та вперше згадала про неї у публічному виступі (1964). Схожа фраза зустрічається в релігійному вченні телеми, заснованому в 1904 після написання Алістером Кроулі «Книги Закону». Одним з девізів телеми є: «Поступай відповідно до своєї істинної волі — і це весь Закон», яке у формі «fay ce que vouldras» («Роби, що забажаєш») висловлено у творі Франсуа Рабле «Гаргантюа і Пантагрюель» (1534). Однак, у телемі не забороняється заподіяння шкоди, а розуміння Істинної волі веде до іншого, ніж у Вікканській Настанові, трактування фрази "Роби, що забажаєш".

## Трактування Настанови
Іноді Вікканську Настанову трактують як пораду, яка не забороняє завдавати шкоди, і вважають, що вказівка «Не завдай шкоди» не означає «Не шкоди». Віккани, які так трактують Настанову, все ж уникають завдавати шкоди, а заподіяння шкоди розглядають як особливий випадок. Так Настанову трактує здебільшого традиційна вікка, яка приділяє більше уваги Законам, що включають пояснення «Не шкодь» (хоча в них більший наголос на практику, ніж на етичні норми). В результаті таке прочитання Настанови разом із Законами призводить до такого ж обмеження в заподіянні шкоди, як і у більш суворому розумінні Настанови.

## Закон Трикратного Повернення
Багато вікканів також керуються Законом Трикратного Повернення та вірять, що всі їх дії повертаються посилені тричі. Іншими словами, за всі добрі справи триразово відплатиться, як і за всі погані справи.
Американська письменниця Геріна Данвіч заперечує Закон Трикратного Повернення, оскільки він не узгоджується з жодним законом фізики. Вона вважає, що виникнення Закону Трикратного Повернення пов'язане з письменником XX століття Раймондом Баклендом. Данвіч говорить: «Це один із законів психології. Все, що ми робимо у фізичному, душевному чи духовному плані рано чи пізно вплине на нас, у позитивному чи негативному ключі, на трьох рівнях нашого існування».
За однією з версій, прототип Закону зустрічається у рекомендаціях для ритуалів посвячення. Відьма, що посвячується в другий ступінь, в кінці ритуалу робить втричі більше ударів батогом відьмі, що посвячує її, ніж отримала від цієї відьми на початку. Гарднер у романі «Допомога Вищої магії» (1949), в якому представлено опис елементів вікки у формі белетристики, пояснює цей ритуал: «Існує такий жарт у чаклунстві: коли відьма знає про те, що отримає в кінці посвяти ударів утричі більше, вона не битиме багато».
Верховна Жриця Філліс Карот з США стверджує, що Закон Трикратного Повернення не відповідає сучасній вікканській моралі, оскільки він базується на доцільності або недоцільності певних дій у власних інтересах. Навпаки, вона переконана: відьми не завдають шкоди, тому що усвідомлюють, що все створене природою (включаючи людей) є фізичним втіленням божественної сутності, і завдавати шкоди означає ображати священу суть, що всередині всіх речей.

## Ардаїнес
Багато традиційних вікканів також слідують або, принаймні, визнають 161 закон під загальною назвою Ардаїнес (Ardanes). Сучасна критика Законів зводиться до того, що вони є відображають застарілий патріархальний світогляд та були створені через протиріччя у вікканському середовищі. Вікканські письменники, особливо Дорін Вальєнте, також вважають, що ці правила були придумані Гарднером і написані архаїчною мовою після конфлікту, що стався всередині ковена, коли Гарденер намагався виправдати свою владу над Верховною Жрицею. Більшість сучасних вікканських традицій розглядають Закони як історичний артефакт або частково слідують цим Законам в різних редакціях.